# Pseudocoelichneumon gracilipictor
Pseudocoelichneumon gracilipictor är en stekelart som beskrevs av Heinrich 1967. Pseudocoelichneumon gracilipictor ingår i släktet Pseudocoelichneumon och familjen brokparasitsteklar. Inga underarter finns listade i Catalogue of Life.